# Desiro
De Desiro is de naam voor een lighttrain die door Siemens Transportation Systems (later Rail Systems) werd ontworpen, ontwikkeld en gebouwd. De Desiro is uitgegroeid tot een serie treinstellen voor uiteenlopende doeleinden: het regionaal personenvervoer en het lokaal personenvervoer; soms ook S-Bahn-verkeer. De naam is van het Engelse to desire afgeleid.
Bij de modulaire opbouw van de treinstellen is een variabele samenstelling met elektrische aandrijving en met dieselaandrijving in treinschakeling van meerdere eenheden mogelijk, en in verschillende lengtes.

De productie vindt plaats in Krefeld-Uerdingen en Praag. De testritten vinden plaats in het testcentrum in Wegberg-Wildenrath.
In 1999 werd de eerste Desiro Classic als Baureihe 642 aan de Deutsche Bahn afgeleverd. Naast de Desiro Classic werden de Desiro UK, de Desiro Double Deck en de Desiro Mainline ontwikkeld. De Desiro UK is opgevolgd door de Desiro City.

## Desiro Classic
De uit de RegioSprinter ontwikkelde RegioSprinter 2 werd als Desiro op de markt gezet. De Desiro wordt sinds 1998 geproduceerd en verder ontwikkeld als Desiro Classic. Het treinstel werd zowel met dieselmotoren als met elektrische aandrijving geleverd.
| Serie              | Afbeelding | Vervoerder                                                       | In dienst gesteld   | Aantal              | Aantal rijtuigen          | Aandrijving                 |
| ------------------ | ---------- | ---------------------------------------------------------------- | ------------------- | ------------------- | ------------------------- | --------------------------- |
| Baureihe 642       |            | DB                                                               | 1999 - 2008         | 234 + 4 = 238       | 2                         | diesel (DMU)                |
| VT 300             |            | HLB                                                              | 2005                | 6                   | 2                         | diesel (DMU)                |
| VT 610             |            | MRB (tot 2011)                                                   | 2002                | 4                   | 2                         | diesel (DMU)                |
| VT 560             |            | NWB                                                              | 2001                | 4 – 2 = 2           | 2                         | diesel (DMU)                |
| VT 642             |            | ODEG                                                             | 2008                | 6                   | 2                         | diesel (DMU)                |
| VT 560 VT 610      |            | OLA                                                              | 2001 / 2002         | 4 + 4               | 2                         | diesel (DMU)                |
| VT 560             |            | Veolia                                                           | 2001                | 2                   | 2                         | diesel (DMU)                |
| VT 01              |            | VBG                                                              | 2000-2008           | 26                  | 2                         | diesel (DMU)                |
| CFR Baureihe 96    |            | CFR                                                              | 2000                | 144                 | 2                         | diesel (DMU)                |
| DSB MQ             |            | DSB                                                              | 2000                | 3 (tot 2002) 20 + 8 | 2                         | diesel (DMU)                |
| NJ Desiro          |            | Nordjyske Jernbaner (NJ)                                         | 2004 2007 (ex HHGB) | 7 + 1 = 8           | 2                         | diesel (DMU)                |
| HHGB Dm            |            | Helsingør-Hornbæk-Gilleleje Banen (HHGB)                         | 2001-2007           | 1                   | 2                         | diesel (DMU)                |
| Siemens Trainguard |            | EVU Dispolok                                                     | 2003                | 1                   | 2                         | diesel (DMU)                |
| ÖBB 5022           |            | ÖBB                                                              | 2003                | 60                  | 2                         | diesel (DMU)                |
| MÁV 426            |            | Magyar Államvasutak (MÁV)                                        | 2003                | 23 + 8 (ex OSE)     | 2                         | diesel (DMU)                |
| 660                |            | Organismos Sidirodromon Ellados (OSE)                            | 2003-2008           | 8                   | 2                         | diesel (DMU)                |
| NCTD Sprinter      |            | North County Transit District - San Diego County, Californië, VS | 2008                | 12                  | 2                         | diesel (DMU)                |
| SŽ EMG 312         |            | Slovenske železnice (SZ)                                         | 2000                | 30                  | 10 tweedelig 20 driedelig | gelijkstroom / bovenleiding |
| 460                |            | Organismos Sidirodromon Ellados (OSE)                            | 2000                | 20                  | 5                         | wisselstroom / bovenleiding |
| BDŽ serie 10       |            | Bulgarski Durzavni Železnici (BDŽ)                               | 2005                | 25                  | 2                         | diesel (DMU)                |
| BDŽ serie 30       |            | Bulgarski Durzavni Železnici (BDŽ)                               | 2008                | 15                  | 3                         | wisselstroom / bovenleiding |
| BDŽ serie 31       |            | Bulgarski Durzavni Železnici (BDŽ)                               | 2008                | 10                  | 4                         | wisselstroom / bovenleiding |
| FNM Desiro         |            | Ferrovie Nord Milano (FNM) Spa. (FNM Group)                      | 2010                | 8 + 16              | 2                         | diesel (DMU)                |

## Desiro Double Deck
Het bij DWA gebouwde dubbeldeks treinstel van Baureihe 445 ook wel Meridian genoemd stond model voor de Desiro Double Deck. Het prototype werd niet in dienst gesteld en ook niet geproduceerd. Wel werd hieruit voor de SBB het treinstel RABe 514 ontwikkeld, bestemd voor S-Bahn Zürich.
| Serie        | Afbeelding | Vervoerder            | In dienst gesteld | Aantal | Aantal rijtuigen | Aandrijving                 |
| ------------ | ---------- | --------------------- | ----------------- | ------ | ---------------- | --------------------------- |
| Baureihe 445 |            | DB (niet overgenomen) | Bouwjaar 1998     | 1      | 3                | wisselstroom / bovenleiding |
| SBB RABe 514 |            | SBB (S-Bahn Zürich)   | 2006              | 61     | 4                | wisselstroom / bovenleiding |

## Desiro ET 425 M
| Serie                | Afbeelding | Vervoerder   | In dienst gesteld | Aantal | Aantal rijtuigen | Aandrijving                 |
| -------------------- | ---------- | ------------ | ----------------- | ------ | ---------------- | --------------------------- |
| Desiro, Kuala Lumpur |            | KLIA Ekspres | 2001              | 8      | 4                | wisselstroom / bovenleiding |
| Desiro, Kuala Lumpur |            | KLIA Ekspres | 2001              | 4      | 4                | wisselstroom / bovenleiding |

## Desiro HC
De Desiro High Capacity werd op de InnoTrans 2014 voorgesteld. De koprijtuigen zijn enkeldeks en de tussenrijtuigen zijn dubbeldeks. De vierdelige treinstellen hebben een lengte van 105 meter en 420 zitplaatsen.
| Serie            | Afbeelding | Vervoerder                          | In dienst gesteld | Aantal         | Aantal rijtuigen          | Aandrijving                 |
| ---------------- | ---------- | ----------------------------------- | ----------------- | -------------- | ------------------------- | --------------------------- |
| DB Baureihe 0462 |            | Rhein-Ruhr-Express (RRX), Duitsland | 2018              | 82             | 4                         | wisselstroom / bovenleiding |
| DB Baureihe 1462 |            | DB Regio; Netz Rheintal             | vanaf 2018        | 15             | 4                         | wisselstroom / bovenleiding |
| ISR              |            | Israel Railways (ISR)               | vanaf 2021        | 24 + opties 36 | 4 0(6 stuks) 6 (18 stuks) | wisselstroom / bovenleiding |

## Desiro ML
De  Desiro Main Line is een driedelig elektrisch treinstel, een zogenaamde lichtgewichttrein met lagevloerdeel voor het regionaal personenvervoer. Het acroniem Desiro ML staat voor Desiro MainLine.
| Serie                       | Afbeelding | Vervoerder                                                     | In dienst gesteld | Aantal                                 | Aantal rijtuigen | Aandrijving                                                             |
| --------------------------- | ---------- | -------------------------------------------------------------- | ----------------- | -------------------------------------- | ---------------- | ----------------------------------------------------------------------- |
| EMU 460                     |            | trans regio Deutsche Regionalbahn GmbH                         | 2008              | 17                                     | 3                | wisselstroom / bovenleiding                                             |
| MS08                        |            | Nationale Maatschappij der Belgische Spoorwegen (NMBS), België | 2011-2015         | 210 95                                 | 3 3              | gelijkstroom / bovenleiding gelijkstroom en wisselstroom / bovenleiding |
| Baureihe 4744 Baureihe 4746 |            | Österreichische Bundesbahnen (ÖBB)                             | 2015-2019         | 70 (Regionalverkehr) 95 (S-Bahn Wenen) | 3 3              | wisselstroom / bovenleiding                                             |
| GySEV 6025                  |            | Győr-Sopron-Ebenfurti Vasút (GySEV)                            | 2016              | 5                                      | 3                | wisselstroom / bovenleiding                                             |

## Desiro RUS
| Serie               | Afbeelding | Vervoerder | In dienst gesteld | Aantal | Aantal rijtuigen | Aandrijving                                 |
| ------------------- | ---------- | ---------- | ----------------- | ------ | ---------------- | ------------------------------------------- |
| Desiro RUS, Rusland |            | RŽD        | 2011-2015         | 294    | 5                | gelijkstroom en wisselstroom / bovenleiding |

## Desiro UK
Dit is een variant van de Desiro die speciaal voor het regionaal personenvervoer in het Verenigd Koninkrijk werd ontwikkeld.
| Serie       | Afbeelding | Vervoerder                        | In dienst gesteld | Aantal | Aantal rijtuigen | Aandrijving                                                |
| ----------- | ---------- | --------------------------------- | ----------------- | ------ | ---------------- | ---------------------------------------------------------- |
| Class 185   |            | FirstGroup - TransPennine Express | 2005              | 51     | 3                | diesel                                                     |
| Class 350   |            | Central Trains, Porterbrook       | 2005              | 67     | 4                | wisselstroom / gelijkstroom aan bovenleiding of stroomrail |
| Class 360/1 |            | National Express Group            | 2003              | 21     | 4                | wisselstroom / bovenleiding                                |
| Class 360/2 |            | Heathrow Connect                  | 2005              | 5      | 5                | wisselstroom / bovenleiding                                |
| Class 380   |            | First ScotRail                    | 2010              | 38     | 3, 4             | wisselstroom / bovenleiding                                |
| Class 444   |            | South West Trains                 | 2004              | 45     | 5                | gelijkstroom / stroomrail                                  |
| Class 450   |            | South West Trains                 | 2004              | 127    | 4                | gelijkstroom / stroomrail                                  |

Van de Desiro UK Class 360/2 afgeleide treinen voor de Suvarnabhumi Airport Link en van de State Railway of Thailand (SRT) in Bangkok.
| Serie              | Afbeelding | Vervoerder                | In dienst gesteld | Aantal | Aantal rijtuigen | Aandrijving                 |
| ------------------ | ---------- | ------------------------- | ----------------- | ------ | ---------------- | --------------------------- |
| City Line-Triebzug |            | State Railway of Thailand | 2008              | 5      | 3                | wisselstroom / bovenleiding |
| Express-Triebzug   |            | State Railway of Thailand | 2008              | 4      | 4                | wisselstroom / bovenleiding |

## Desiro City
De opvolger van de Desiro UK werd door Siemens Mobility op 23 juli 2009 als Desiro City voorgesteld.
| Serie     | Afbeelding           | Vervoerder        | In dienst gesteld | Aantal | Aantal rijtuigen | Aandrijving                                             |
| --------- | -------------------- | ----------------- | ----------------- | ------ | ---------------- | ------------------------------------------------------- |
| Class 700 |                      | Govia Thameslink  | 2016-2018         | 60 55  | 8 12             | wisselstroom / bovenleiding & gelijkstroom / stroomrail |
| Class 707 |                      | South West Trains | 2016-2017         | 30     | 5                | wisselstroom / bovenleiding & gelijkstroom / stroomrail |
| Class 717 | (afbeelding gewenst) | Govia Thameslink  | 2018              | 25     | 6                | wisselstroom / bovenleiding & gelijkstroom / stroomrail |